# Verteilerkreis Trier

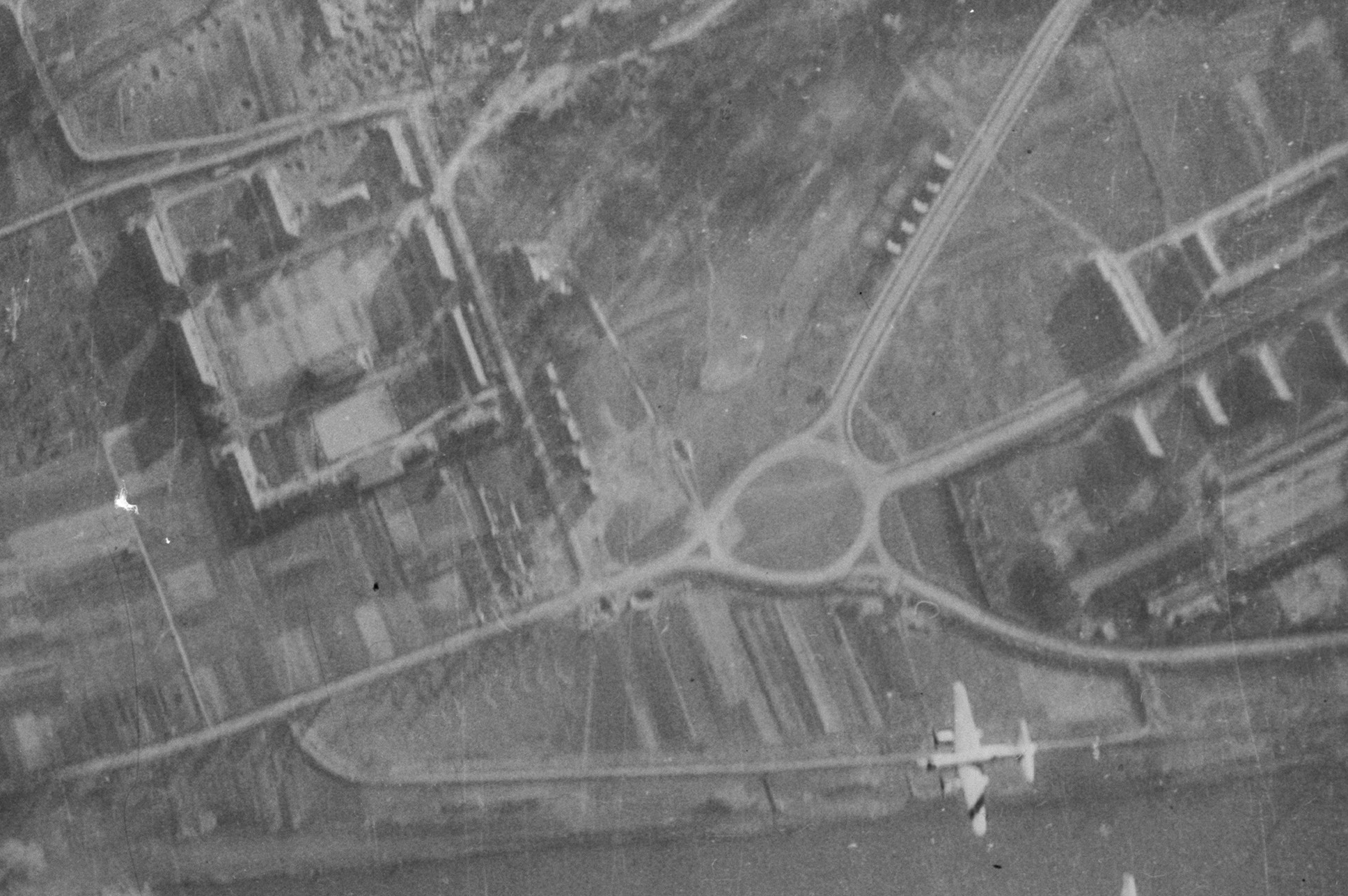
Verteilerkreis (1944). In der linken Bildhälfte die Neue Hornkaserne. Vom Verteilerkreis führen drei Straßenzüge nach Trier-Nord (rechte Bildhälfte) sowie eine Straße zum damaligen Amt Ruwer (linke untere Bildhälfte). Am unteren Bildrand ist das Ostufer der Mosel erkennbar

Der Verteilerkreis, auch Verteilerkreis Nord und Verteilerring genannt, ist ein Kreisverkehr in Trier im Stadtteil Nord, der unter anderem seit 1974 die A 602 an die Stadt anbindet. Erbaut wurde er in den Jahren 1939/40.
In den Verteilerkreis münden Loebstraße, Parkstraße und Herzogenbuscher Straße, zudem ist über vier separate Rampen die Zurmaiener Straße (beide Fahrtrichtungen der B 49 / A 602 sowie die am Moselufer liegenden, ebenfalls zur Zurmaiener Straße zählenden Gewerbebetriebe) angebunden. Über die Loebstraße besteht Anschluss an das Industriegebiet Nord und den Stadtteil Ruwer. Bedeutsam ist ein anliegender Park-&-Ride-Parkplatz.
Bis 1970 wurde der Verteilerkreis als Wendeschleife für die Trierer Obusse genutzt. An der südöstlichen Seite der Kreisfahrbahn befindet sich noch heute die Bushaltestelle Nells Park. Westlich des Verteilerkreises lag bis etwa 1966 ein Campingplatz, der 1967 nach Schloss Monaise umzog. Auf dem Areal eröffnete ein Hotel-Hochhaus (zunächst unter dem Namen Merian, doch mit seitdem wiederholt wechselnden Betreibern) und 1977 ein Warenhaus der Ratio-Kette, das 2010 Edeka übernahm. Eine gegenüber den Hotelnebengebäuden, an der Zurmaiener Straße, errichtete Tankstelle wurde nach der Jahrtausendwende abgerissen und in einen Parkplatz umgewandelt. Das weitere Umfeld prägen Gewerbebetriebe, wie ein Globus Baumarkt, ein Dm-drogerie markt, eine Lidl-Filiale, eine Aldi-Filiale und die SWT-Arena.
An den Verteilerkreis grenzt auch das Naherholungsgebiet Nells Park.